# Obiekt 477
Obiekt 477 Bokser-Młot – prototypowa konstrukcja czołgu IV-generacji, która miała zastąpić czołgi T-72 i T-80. Powstała w Biurze Projektowym im. Mrozowa współpracującym z fabryką im. Małyszewa. Prace rozpoczęto w 1985 roku, a pierwszy prototyp pokazano w 1987. Projekt miał wiele problemów z systemem ładowania. Prace zostały spowolnione przez problemy polityczne upadającego ZSRR i ostatecznie zakończone w 2001 roku.

## Historia
Biuro konstrukcyjne im. Mrozowa od połowy lat 70. zaczęło tracić na znaczeniu. Przyczyną takiego stanu rzeczy było forsowane przez ówczesnego ministra obrony ZSRR, marszałka Ustinowa, na rzecz zakładów Leningradzkich. Mimo to w charkowskim biurze trwały prace związane z konstrukcją czołgu nowej generacji. Pierwsze tego typu prace rozpoczęto około 1980 roku. W wyniku tych prac opracowano Obiekt 490. Nowatorska konstrukcja przewidywała 2-osobową załogę i armatę kal. 130 mm. Niemożliwy do realizacji plan dwuosobowej załogi i odgórne decyzje o wyborze armat 152 mm spowodowały zakończenie prac nad tą konstrukcją.
Prace nad nowym wozem rozpoczęto w 1985 roku. Nowy pojazd, Obiekt 477 Bokser, spełniał wymagania 152 milimetrowej armaty, a także posiadał 3-osobową załogę. Do 1988 były gotowe dwa prototypy. Konstrukcja borykała się z problemem wadliwego automatu ładowania, a także brakiem SKO. Te, a także szereg innych problemów, doprowadziły do powstania przeprojektowanej wersji czołgu o nazwie Obiekt 477A Mołot. Czołg posiadał opancerzenie dochodzące do 1300 mm, dodatkowo wzmocnione pancerzem reaktywnym. W chwili upadku ZSRR, nowa konstrukcja pomimo swojego zaawansowania była daleka od ukończenia. Po przemianach ustrojowych prace kontynuowana jako wspólny ukraińsko-rosyjski projekt. Prace całkowicie ustały w 2001 roku.
W trakcie prac na Obiektem 477 powstało prawdopodobnie 11 wozów tego typu w różnych konfiguracjach. Dwa pojazdy, wczesnej konstrukcji, trafiły do Leningradu, a jeden (w konfiguracji finalnej) do Niżnego Tagiłału. Szczegółowe informacje o ostatecznych wynikach programu obecnie pozostają utajnione.

## Konstrukcja

### Obiekt 477 Bokser

#### Uzbrojenie
Zasadniczym uzbrojeniem czołgu była gładkolufowa armata 2A73 kalibru 152 mm.  Było to działo przystosowane do strzelania amunicją rozdzielnego ładowania, którą przewożono w kadłubie. Zapas amunicji wynosił 8 sztuk w automacie ładującym znajdującym się pod wieżą, a także 32 pocisków i ładunków miotających w dwóch automatach umieszczonych z tyłu wozu. Magazyn amunicji drugiego rzutu był odizolowany od reszty wozu grodzią, a także posiadał osłabiony strop, który miał zniwelować skutki ewentualnej eksplozji amunicji. Przeładowanie amunicji z magazynu do automatu pod wieżą mogło odbywać się tylko po ustawieniu wieży zgodnie z osią pojazdu. Skomplikowany system trzech automatów ładujących sprawiał wiele problemów konstruktorom i był jedną z głównych wad wozu. 
Dodatkowym uzbrojeniem wieży miała być armata automatyczna 2A72 kal. 30 mm.

#### Pancerz
Czołowy pancerz o grubości 1000 milimetrów składał się warstw stali i ceramiki. Pozwoliło to na osiągnięcie odporności przeciwko pociskom podkalibrowym około 900 milimetrów RHA i około 1000 milimetrów RHA przeciwko ładunkom kumulacyjnym. Oprócz zasadniczego pancerza przednia część czołgu pokryta była pancerzem reaktywnym opracowanym na bazie Kontakt-5. Strop kadłuba i pancerz wieży podobnie jak czoło składało się z wielowarstwowej osłony. Znaczna grubość stropu wymagała wspomagania otwierania włazów załogi, które otrzymały hydrauliczne siłowniki.

#### Napęd
Maszyna o masie około 55 ton miała być napędzana silnikiem 6TD.

### Obiekt 477A Młot

#### Uzbrojenie
Dla projektu Obiekt 477A użyto armaty ŁP-83 o tym samym kalibrze, która była przystosowana do użycia dłuższej amunicji o długości około 1800 milimetrów (planowano także pociski rakietowe, ale pomysł zarzucono). W wersji 477A magazyn amunicji znajdował się pomiędzy stanowiskiem dowódcy i celowniczego (mieścił 10 pocisków) a kolejne dwa znajdowały się z przodu kadłuba, po bokach kierowcy. Mieściły po 12 pocisków i pozwalały na używanie amunicji scalonej.
Dodatkowo wóz posiadał sprzężony z armatą wielolufowy karabin maszynowy kal. 7.62 mm, a także zdalnie sterowany karabin o kalibrze 12,7 mm.

#### Pancerz
Względem Boksera pancerz frontowy pogrubiono kosztem grubości burt wozu. Dla obniżenia masy wiele elementów było wykonane z materiałów tytanowych. Tył wozu był wykonany z walcowanej płyty stalowej. Dodatkowym zabezpieczeniem był pancerz reaktywny Kontakt-5 umieszczony na froncie, a także burtach wozu. 

#### Napęd
Młot napędzany był silnikiem spalinowym 6TD-2 o mocy 1200KM, jednak testowano też rozwiązania z turbiną gazową GTD-1250. Docelowo moc napędu planowano na 1500 do 1600 koni mechanicznych. Przeniesienie mocy realizowane było przez siedmiobiegową przekładnię hydromechaniczną.